# Du Collège (Metro Montreal)

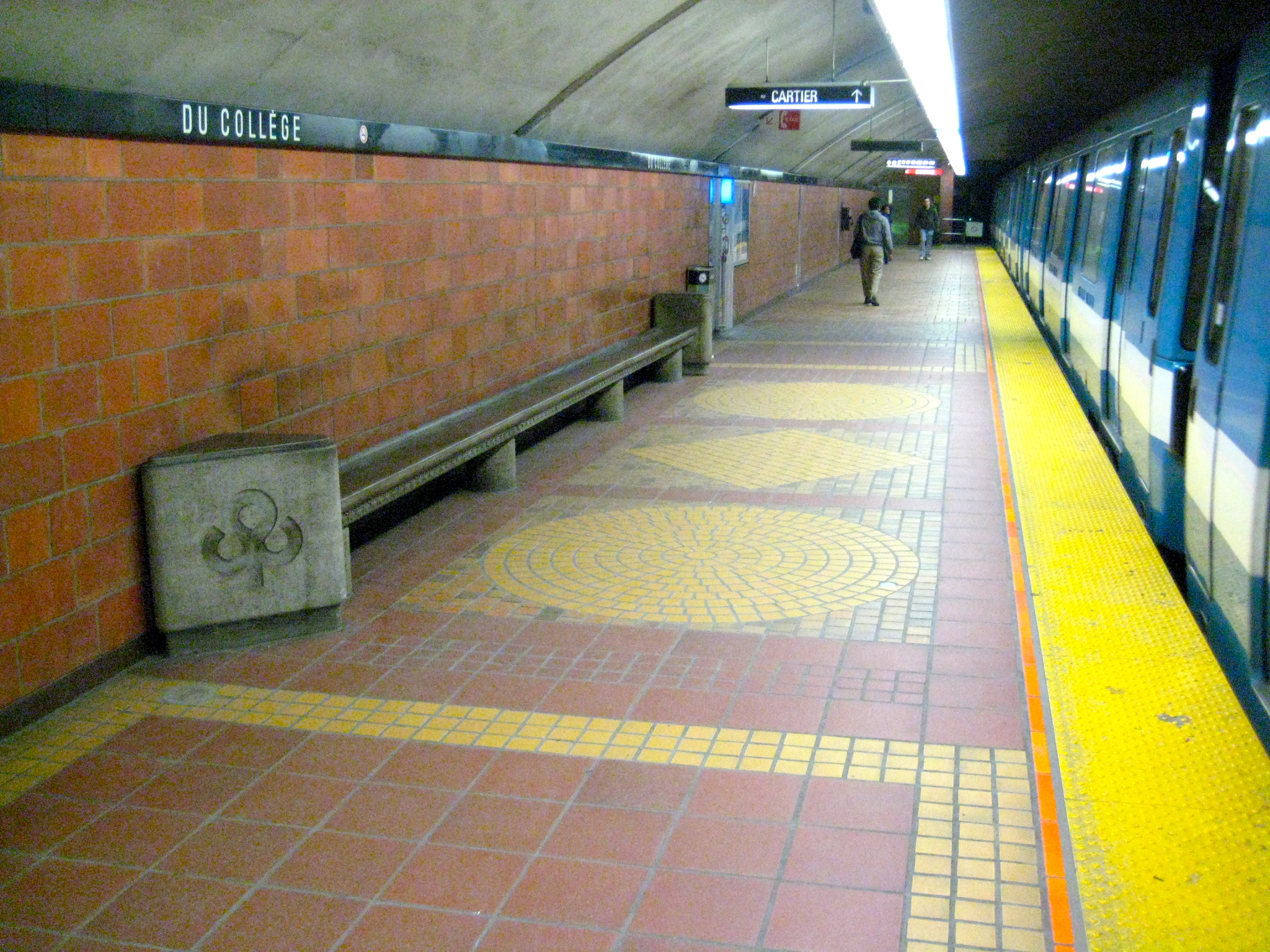
Blick auf einen der Bahnsteige

Du Collège ist eine U-Bahn-Station in Montreal. Sie befindet sich im Arrondissement Saint-Laurent an der Kreuzung von Rue du Collège und Boulevard Décarie. Hier verkehren Züge der orangen Linie 2. Im Jahr 2019 nutzten 3.187.169 Fahrgäste die Station, was dem 39. Rang unter den insgesamt 68 Stationen der Metro Montreal entspricht.

## Bauwerk
Die von Gilles S. Bonnetto und Jacques Garand entworfene Station entstand als Tunnelbahnhof. Während die Wände mit Terrakotta-Fliesen verkleidet sind, bestehen die Böden aus Granit und Sandstein, das in geometrischen Mustern angeordnet ist. Die Sitzbänke bestehen aus denselben Materialien. Treppen und Rolltreppen führen zu zwei Verteilerebenen an beiden Enden der Bahnsteige. In der südlichen dominiert eine ionische Säule, welche die Hallendecke stützt. In der nördlichen lässt ein großes Oberlicht das Tageslicht hineinscheinen.
In 17,1 Metern Tiefe befindet sich die Bahnsteigebene mit zwei Seitenbahnsteigen. Die Entfernungen zu den benachbarten Stationen, jeweils von Stationsende zu Stationsanfang gemessen, betragen 777,24 Meter bis Côte-Vertu und 1281,69 Meter bis De la Savane. Es bestehen Anschlüsse zu zwölf Buslinien und vier Nachtbuslinien der Société de transport de Montréal. In der Nähe befindet sich das Musée des maîtres et artisans du Québec.

## Kunst

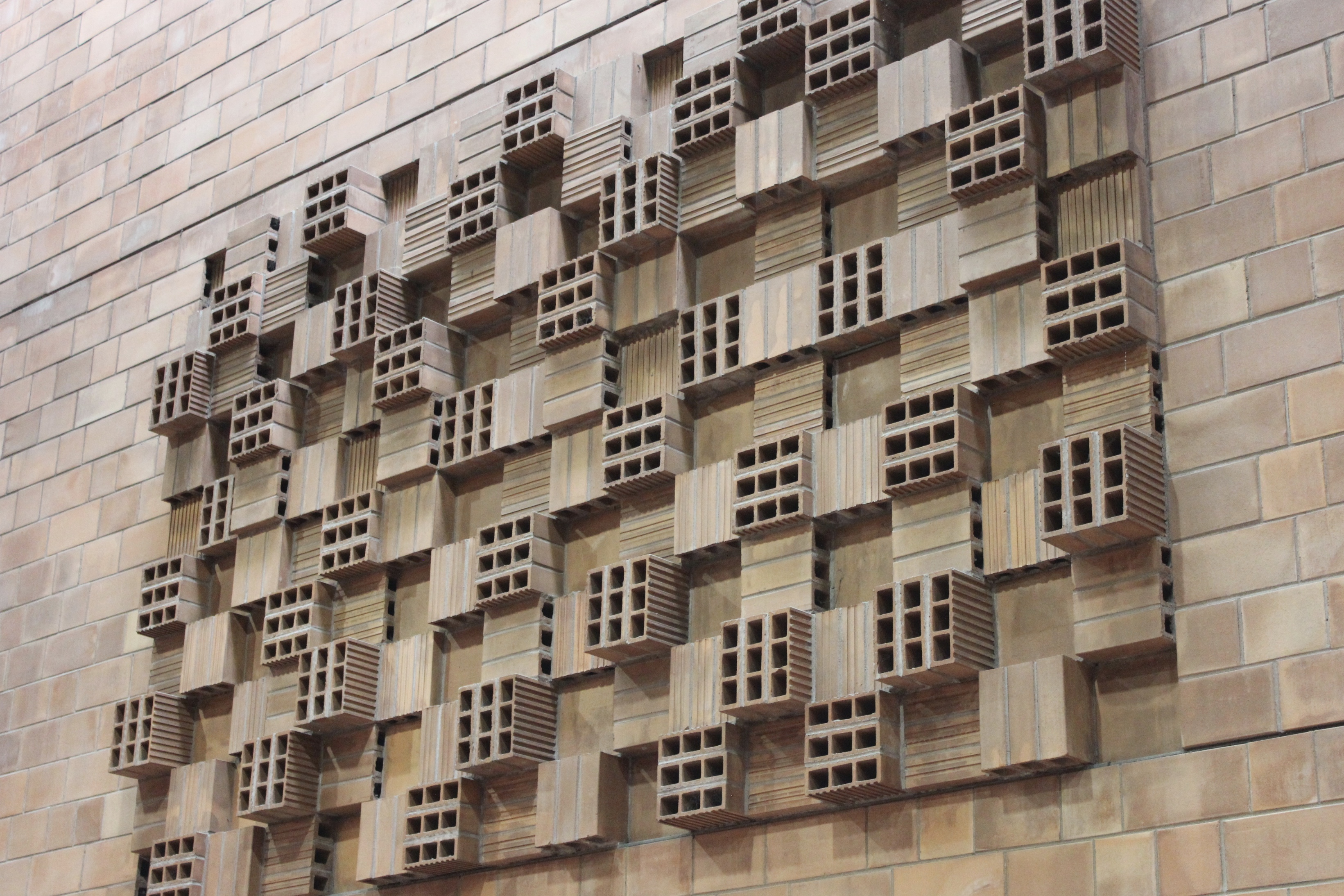
Skulptur aus Terrakotta-Ziegeln

Verschiedene Glasmalereien schmücken die nördliche Verteilerebene. Ein 4,5 m langes und 1,8 m hohes Bleiglasfenster von Pierre Osterrath stellt symbolisch eine Verbindung zwischen der ionischen Säule der Station und der Geschichte der früher eigenständigen Stadt Saint-Laurent her. In der gleichen Technik entwarf derselbe Künstler zwei weitere Fenster am Treppenabsatz. Das größere (9 × 1,8 m) repräsentiert die umgebende Landschaft vor der Verstädterung, das kleinere (4 × 1,8 m) die lokale Industrie. Ein weiteres Bleiglasfenster mit der Bezeichnung Éducation („Bildung“) stammt von Lyse Charland-Favretti. Das 9,3 m breite und 1,53 m hohe Werk stellt zwei Gymnasien in der Nachbarschaft dar, ebenso verschiedene Schulfächer.
Noch ein Bleiglasfenster von Lyse Charland-Favretti ist in der südlichen Verteilerebene zu finden. Das 6,82 m hohe und 2,17 m breite Werk Industrie stellt Luftströme in Violett-, Rosa- und Blautönen dar, ein Hinweis auf die historisch bedeutende Luftfahrtindustrie in Saint-Laurent. Von Aurelio Sandonato stammt eine an der Wand hängende Skulptur aus gemusterten Terrakotta-Ziegeln. Das 3 m hohe und 4,8 m breite Werk erinnert an eine Stadtlandschaft aus der Vogelperspektive.

## Geschichte
Die Eröffnung der Station erfolgte am 9. Januar 1984, zusammen mit dem Teilstück von Plamondon her. Mehr als anderthalb Jahre lang war Du Collège die westliche Endstation der orangen Linie, bis diese am 27. Oktober 1986 nach Côte-Vertu verlängert wurde. Namensgeber ist die Rue du Collège, benannt nach dem nahe gelegenen Collège Saint-Laurent. Dieses Gymnasium wurde 1847 von der Kongregation vom Heiligen Kreuz gegründet und ist seit der Säkularisierung im Jahr 1974 ein Cégep.